# Sidi Amrane
Pour les articles homonymes, voir Amrane.
Sidi Amrane est une commune de la wilaya d'El M'Ghair  en Algérie.

## Géographie

### Situation
Le territoire de la commune de Sidi Amrane est situé au nord-ouest de la wilaya. (à vérifier)
|        | Djamaa                           |                              |
| M'Rara | Sidi Amrane                      | M'Naguer (wilaya de Ouargla) |
|        | Sidi Slimane (wilaya de Ouargla) |                              |

### Localités de la commune
La commune de Sidi Amrane est composée de six localités :
- Aïn Choucha
- Chémora
- Sidi Amrane
- Tamerna Djedida
- Tamerna Guedima
- Zaoualia